# Świdno (województwo lubelskie)
Świdno – wieś w Polsce położona w województwie lubelskim, w powiecie opolskim, w gminie Chodel.
| SIMC    | Nazwa          | Rodzaj    |
| ------- | -------------- | --------- |
| 0380149 | Świdno-Kolonia | część wsi |

Wieś szlachecka położona była w drugiej połowie XVI wieku w powiecie lubelskim województwa lubelskiego. 
W latach 1975–1998 miejscowość położona była w województwie lubelskim.
Wieś stanowi sołectwo w gminie Chodel. Według Narodowego Spisu Powszechnego z roku 2011 wieś liczyła 280 mieszkańców.

## Historia
Świdno było zaściankiem szlacheckim, notowanym już na początku XV wieku, kiedy dziedzicem był Jan ze Świdna. Nazwę wsi zapisywano jako Swidno, Swydno i Szwydno. W 1531 roku wieś liczyła 5 łanów ziemi. Szlachcice pochodzący ze Świdna przyjęli nazwisko Świdzińskich. Spis podatkowy z 1676 roku podaje dwudziestu czterech dziedziców o różnych nazwiskach (m.in. Głuski, Krzewski, Słotwiński, Wyżga, Sobieszczański, Rudnicki, Niemsta, Wierzbicki), z których każdy sam uprawiał posiadaną ziemię (chłopów we wsi nie było). W 1787 roku we wsi mieszkało 118 osób, w tym 11 Żydów. W 1827 roku było tu 21 domów i 148 mieszkańców. W 1864 roku przeprowadzono reformę uwłaszczeniową, wywłaszczając niektórych szlachciców i utworzono 9 gospodarstw rolnych na 144 morgach ziemi, a pozostała ziemia stanowiła folwark dworski (liczący 793 morgi ziemi w 1886 roku). W 1921 roku Świdno dzieliło się na wieś (22 domy i 136 mieszkańców) i folwark (7 domów i 104 mieszkańców). W 1929 roku właścicielami ziemskimi w Świdnie byli Leokadia Chojnacka oraz Michał Chojnacki. 